# Prostki (gmina)
Prostki – gmina wiejska w województwie warmińsko-mazurskim, w powiecie ełckim. 
Siedziba gminy to Prostki.
Według danych z 30 czerwca 2004 gminę zamieszkiwało 7509 osób.
W latach 1973–1975 gmina należała do powiatu grajewskiego (województwo białostockie). W latach 1975–1998 gmina położona była w województwie suwalskim.

## Struktura powierzchni
Według danych z roku 2002 gmina Prostki ma obszar 230,47 km², w tym:
- użytki rolne: 66%
- użytki leśne: 22%

Gmina stanowi 20,73% powierzchni powiatu.

## Demografia

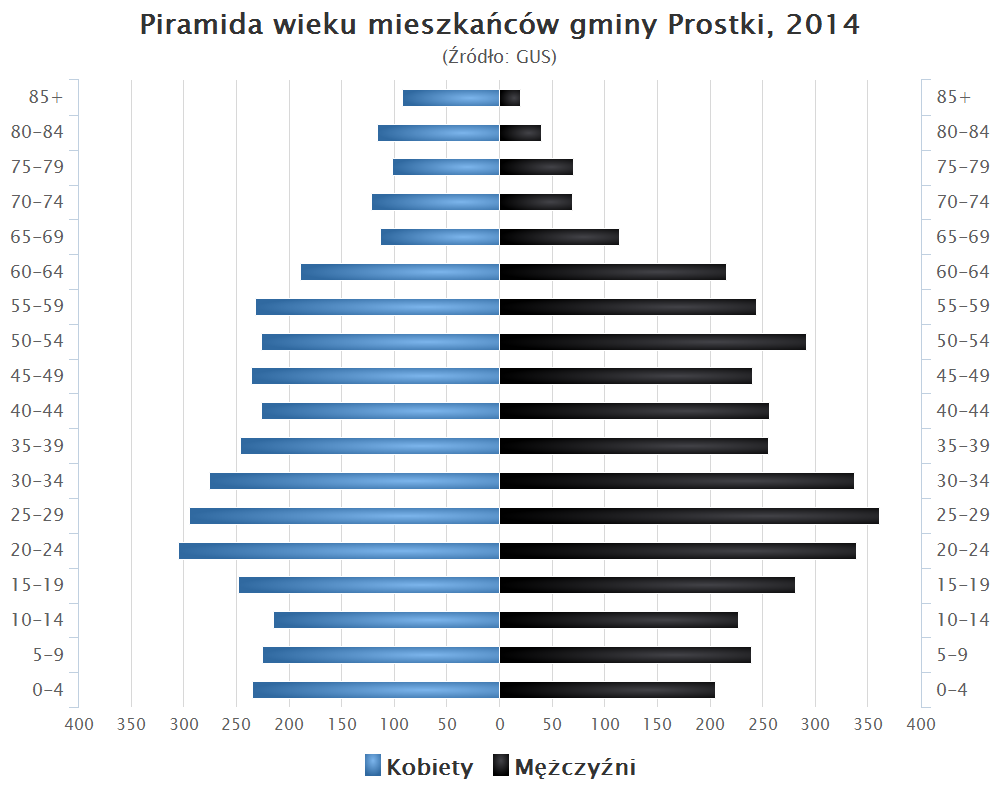
Piramida wieku mieszkańców gminy Prostki w 2014 roku

Dane z 30 czerwca 2004:
| Opis                              | Ogółem | Ogółem | Kobiety | Kobiety | Mężczyźni | Mężczyźni |
| --------------------------------- | ------ | ------ | ------- | ------- | --------- | --------- |
| jednostka                         | osób   | %      | osób    | %       | osób      | %         |
| populacja                         | 7509   | 100    | 3696    | 49,2    | 3813      | 50,8      |
| gęstość zaludnienia (mieszk./km²) | 32,6   | 32,6   | 16      | 16      | 16,5      | 16,5      |

## Sołectwa
Bobry, Bogusze, Borki, Bzury, Cisy, Czyprki, Dąbrowskie, Długochorzele, Długosze, Dybowo, Dybówko, Glinki, Gorczyce, Guty Rożyńskie, Jebramki, Katarzynowo, Kobylin, Kobylinek, Kopijki, Kosinowo, Krupin, Kurzątki, Krzywe, Krzywińskie, Lipińskie Małe, Marchewki, Miechowo, Miłusze, Niedźwiedzkie, Nowaki, Olszewo, Ostrykół, Popowo, Prostki, Rożyńsk Wielki, Sokółki, Sołtmany, Taczki, Wiśniowo Ełckie (sołectwa: Wiśniowo Ełckie I, Wiśniewo Ełckie II i Osiedle Leśne), Zawady-Tworki, Żelazki.
Miejscowości bez statusu sołectwa: Ciernie, Kibisy, Wojtele,

## Sąsiednie gminy
Biała Piska, Ełk, Grajewo (gmina miejska), Grajewo (gmina wiejska), Kalinowo, Rajgród, Szczuczyn